# Cynthia Spencer, Condessa Spencer
Cynthia Elinor Beatrix Spencer, Condessa Spencer (16 de agosto de 1897 — Althorp, 4 de dezembro de 1972) foi a esposa de Albert Spencer, 7.º Conde Spencer e a avó paterna de Diana, Princesa de Gales.

## Biografia
Lady Cynthia Elinor Beatrix Hamilton era a segunda filha de James Hamilton, Marquês de Hamilton (depois 3.º Duque de Abercorn) e de Lady Rosalind Cecilia Caroline Bingham, filha de Charles Bingham, 4.º Conde de Lucan e Lady Cecilia Catherine Gordon-Lennox. Por meio dos primeiros duques de Abercorn, ela era uma prima segunda da Princesa Alice, Duquesa de Gloucester, e de Marian Louisa, Lady Elmhirst, avó paterna de Sara, Duquesa de Iorque. Além do mais, a sua avó materna era uma descendente de Frances Villiers, Condessa de Jersey, a mais famosa das amantes do Rei George IV.

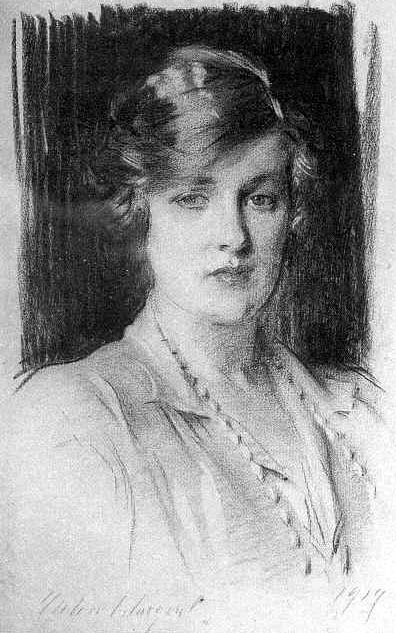
Cynthia Spencer, Condessa Spencer. Pintada por John Singer Sargent, em 1917.

Lady Cynthia Hamilton desposou o Visconde Althorp em 26 de fevereiro de 1919, em St. James, Piccadilly, Londres. Eles tiveram dois filhos.
Daquele ano até 1922, quando seu marido herdou o título Conde Spencer, ela era conhecida como Viscondessa Althorp. De 1937 até 1972, ela serviu como Lady of the Bedchamber da Rainha Elizabeth. Além disso, devotou-se à caridade e a trabalhos comunitários. Em 1943 e em 1953, recebeu a Ordem do Império Britânico e a Real Ordem Vitoriana, respectivamente. 
Cynthia Spencer morreu na propriedade ancestral dos Spencer, Althorp, de tumor cerebral. Ela era pouco conhecida fora da corte e dos círculos locais até que, vinte anos depois, Andrew Morton escreveu que a Princesa de Gales "acreditava que sua avó cuidava dela no mundo dos espíritos".

## Descendência
- Lady Anne Spencer (4 de agosto de 1920 - ). Casou-se com Christopher Balwin Hughes Wake-Walker, um capitão da Marinha Real Britânica.
- John Spencer, 8.º Conde Spencer (24 de janeiro de 1924 - 29 de março de 1992). Pai de Diana, Princesa de Gales.